# شهرستان کوک (مینه‌سوتا)
شهرستان کوک، مینه‌سوتا (به انگلیسی: Cook County, Minnesota) شهرستانی در ایالات متحده آمریکا است که در مینه‌سوتا واقع شده‌است.